# 廣田民生
廣田 民生（ひろた たみお、1947年4月26日 - ）は、日本の裁判官。松山家庭裁判所所長や、福岡高等裁判所部総括判事などを務めた

## 人物・経歴
新潟県出身。一橋大学法学部卒業。東京高等裁判所判事、さいたま地方裁判所部総括判事、松山家庭裁判所所長、福岡高等裁判所部総括判事などを務めた。退官後、簡易裁判所判事に就任。

## 裁判
第22回参議院議員通常選挙につき、「投票価値の平等が妨げられるのは許容しがたい」として、違憲判決を言い渡した。

## 著作
- 『供託先例判例百選 〔No.107〕』
- 『供託先例判例百選 第2版〔No.158〕』